# Matrimonio tra persone dello stesso sesso in Francia

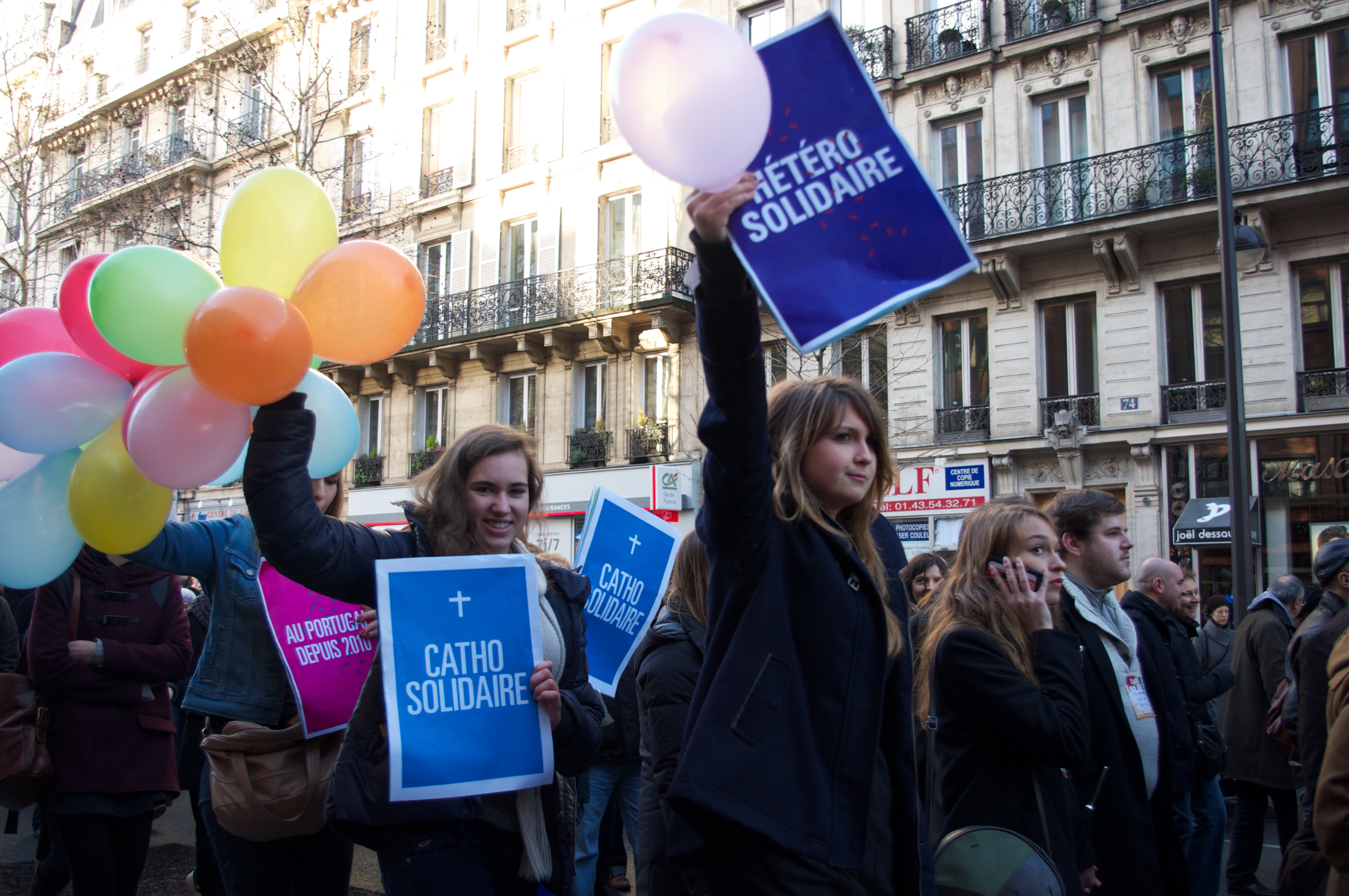
Manifestazione a favore del matrimonio egualitario

Il matrimonio tra persone dello stesso sesso in Francia è legale dal 18 maggio 2013. La Francia è diventato il tredicesimo paese nel mondo a permettere alle coppie omosessuali di sposarsi. La legislazione si applica non solo alla nazione ma anche ai dipartimenti e ai territori francesi d'oltremare.
Il 7 novembre 2012 il governo socialista del primo ministro Jean-Marc Ayrault presentò all'Assemblea nazionale un disegno di legge per riconoscere alle coppie omosessuali il diritto di sposarsi e di adottare congiuntamente i bambini, con il sostegno del presidente François Hollande, che, durante la sua campagna per la presidenza, aveva dichiarato di voler sostenere una legge in questo senso. Il 12 febbraio 2013 l'Assemblea nazionale approvò il disegno di legge con 329 voti a favore e 229 contro. Il 12 aprile 2013 il Senato approvò il disegno di legge, con emendamenti, per 171 a 165, seguito dall'approvazione del disegno di legge emendato dall'Assemblea nazionale il 23 aprile 2013 con 331 favorevoli e 225 contrari. Tuttavia, dopo il voto, fu presentata al Consiglio costituzionale un ricorso contro la legge, presentato dal maggior partito di opposizione conservatrice, l'UMP. Il 17 maggio 2013 il Consiglio stabilì che la legge era costituzionale. Il 17 maggio 2013 il presidente Hollande promulgò il disegno di legge, che venne ufficialmente pubblicato il giorno successivo nel Journal Officiel. La prima cerimonia ufficiale si è tenuta il 29 maggio nella città di Montpellier.

## Storia
Nonostante la creazione e l'attuazione nel 1999 del PACS, un'istituzione che consentiva l'associazione civile registrata tra due persone senza riguardo al loro genere, garantendo certi diritti personali e civili a entrambi i contraenti, il dibattito politico e sociale sul matrimonio omosessuale rimase importante in Francia durante il primo decennio del XXI secolo.

### Mamère e matrimonio omosessuale

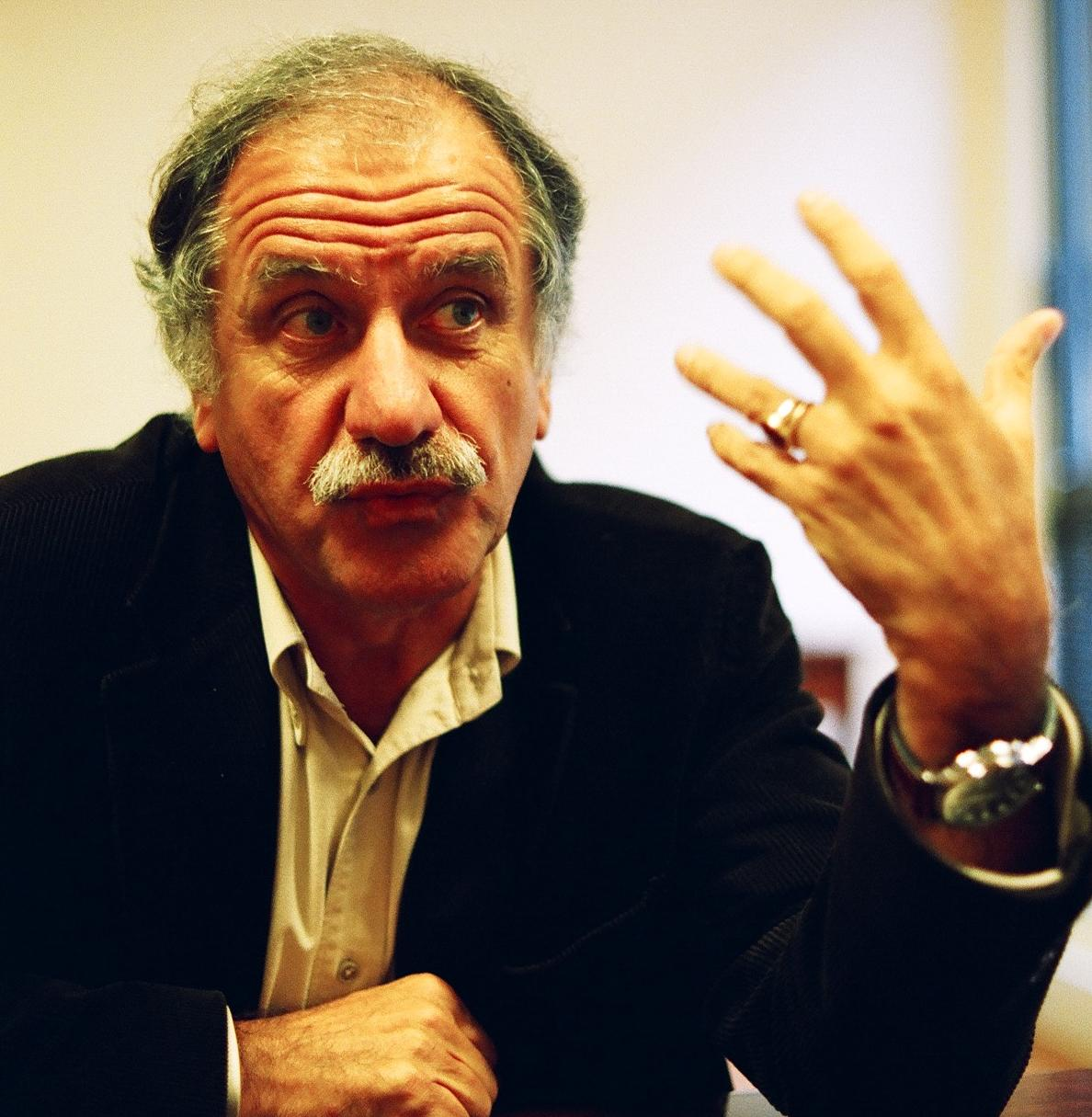
Noël Mamère nel 2006

Il 5 giugno 2004 Noël Mamère, ex candidato alla presidenza della repubblica per il partito dei Verdi, e sindaco di Bègles, sobborgo di Bordeaux, tenne una cerimonia di matrimonio omosessuale per due uomini, Bertrand Charpentier e Stéphane Chapin. Mamère affermò che non vi era nulla nella legge francese che vietasse tale cerimonia e che avrebbe presentato ricorso contro la Corte europea dei diritti dell'uomo.
Il ministro della Giustizia francese Dominique Perben aveva dichiarato che tali unioni sarebbero state giuridicamente nulle e chiese un intervento giudiziario per fermare la cerimonia. Il 27 luglio 2004 la Corte di Giurisdizione Generale di Bordeaux dichiarò il matrimonio nullo. Il pubblico ministero che, in rappresentanza del governo nazionale, oppose al matrimonio con l'argomento giuridico che il codice civile francese parla più volte di un marito e di una moglie, il che implica diversi generi. Il 19 aprile 2005 la Corte d'appello di Bordeaux confermò la sentenza di nullità. Il 14 marzo 2007 la Corte di cassazione respinse l'appello di Charpentier e Chapin. Il 9 giugno 2016 la Corte europea dei diritti dell'uomo decretò che la decisione d'invalidare il matrimonio tra Charpentier e Chapin non costituiva una violazione della Convenzione europea dei diritti dell'uomo.

#### Reazione
Poco dopo la cerimonia, il ministro dell'Interno Dominique de Villepin istituì procedure disciplinari contro Mamère. Mamère fu sospeso per un mese. Il tribunale amministrativo locale stabilì che la sospensione di Mamère era legale e motivata. Mamère disse che non avrebbe impugnato la sentenza (dato che aveva già tentato, senza successo, di ottenere un'ingiunzione dal tribunale e poi aveva presentato ricorso al Consiglio di Stato; entrambi avevano stabilito che un'ingiunzione non era giustificata per motivi di urgenza).
L'11 maggio 2004 il leader del partito socialista, François Hollande, annunciò che avrebbe chiesto al suo partito di presentare un progetto di legge che rendesse tali matrimoni egualitari. Alcuni altri leader del partito, come l'ex primo ministro Lionel Jospin, disapprovarono pubblicamente i matrimoni omosessuali. La compagna di Hollande, Ségolène Royal, all'epoca dei fatti, disse che aveva dei dubbi sul matrimonio tra persone dello stesso sesso, ma poi cambiò idea.

### Relazione parlamentare del 2006
Il 25 gennaio 2006 fu pubblicata una "Relazione sulla famiglia e sui diritti dei bambini" parlamentare; sebbene il comitato raccomandasse di aumentare alcuni diritti dati dal PACS, raccomandò anche il mantenimento dei divieti di matrimonio, adozione e accesso alla riproduzione medicalmente assistita per le coppie omosessuali, sostenendo che queste tre questioni erano inseparabili e che consentirle avrebbe contravvenuto a una serie di articoli della Convenzione delle Nazioni Unite sui diritti dell'infanzia, di cui la Francia è firmataria (sebbene molti paesi delle Nazioni Unite già concedevano alcuni o tutti questi diritti alle coppie omosessuali). A causa di questi divieti, i membri della sinistra della commissione non sottoscrissero la relazione.

### Decisione del Consiglio costituzionale del 2011
Organizzazioni LGBT in Francia, che credevano che il divieto del matrimonio tra persone dello stesso sesso fosse contrario alla Costituzione, chiesero al Consiglio costituzionale di esaminare la costituzionalità del matrimonio tra persone dello stesso sesso e di rivedere gli articoli del Codice Civile. Il 28 gennaio 2011 il Consiglio decise che l'illegalità dei matrimoni omosessuali non era contraria alla Costituzione, affermando che si trattava di una questione delegata al Parlamento.

### Legge del 2011
Articolo principale: 586
Il 14 giugno 2011 l'Assemblea nazionale francese votò, con 293 favorevoli e 222 contrari, contro la legalizzazione dei matrimoni tra persone dello stesso sesso. I deputati del partito di maggioranza UMP votarono contro la misura, mentre i deputati del Partito socialista votarono per lo più a favore. I socialisti affermarono che la legalizzazione del matrimonio tra persone dello stesso sesso sarebbe diventata una priorità se avessero vinto la maggioranza nelle elezioni legislative del 2012.

### Il matrimonio omosessuale del 2011 di Cabestany
Il 12 novembre 2011 il sindaco di Cabestany, Jean Vila, celebrò una cerimonia di matrimonio omosessuale tra Patrick, 48 anni, e Guillaume, 37 anni. Il matrimonio non fu registrato per impedire una successiva invalidazione, sostenendo che: "Ci sono momenti in cui è necessario agire al di fuori della legge: rifiutare il matrimonio omosessuale significa negare la realtà di migliaia di coppie".
La reazione del governo francese fu contrastata: il ministro delle Famiglie Claude Greff definì la cerimonia "una provocazione alla vigilia delle elezioni presidenziali "nel 2012, mentre il ministro della Solidarietà Roselyne Bachelot dichiarò di sostenere il matrimonio omosessuale, ma che la cerimonia "non era il miglior modo per far avanzare la causa".

### Legge 2012–2013
Durante la sua campagna elettorale per le elezioni presidenziali del 2012, il candidato del Partito socialista François Hollande dichiarò il suo sostegno al matrimonio omosessuale e all'adozione per le coppie omosessuali e li incluse tra i suoi 60 impegni governativi. Il 6 maggio 2012 Hollande vinse le elezioni e promise di approvare la legge sul matrimonio omosessuale entro la primavera del 2013. Il 17 giugno il partito di Hollande ottenne la maggioranza assoluta nell'Assemblea francese, la portavoce del governo Najat Vallaud-Belkacem annunciò per il Pride Day che una proposta di matrimonio omosessuale sarebbe stata adottata entro la primavera del 2013. Il 3 luglio, nel suo primo discorso davanti all'Assemblea recentemente eletta, il primo ministro Jean-Marc Ayrault annunciò che il matrimonio e l'adozione per tutti sarebbero stati una realtà "nel primo semestre del 2013". Il progetto di legge fu presentato al Parlamento il 7 novembre 2012.
Il 2 febbraio 2013 l'Assemblea nazionale approvò il primo articolo del disegno di legge, che legalizzava il matrimonio tra persone dello stesso sesso, con 249 voti contro 97; il dibattito era durato diversi giorni e gli oppositori avevano presentato più di 5.000 emendamenti per rallentarne il passaggio. Il 12 febbraio 2013 l'Assemblea nazionale approvò il progetto di legge nel suo insieme con un voto di 329 a 229 e lo inviò al Senato. Il 12 aprile il Senato approvò il progetto di legge nel suo insieme, con emendamenti minori, con 171 favorevoli e 165 contrari. La versione del Senato fu adottata dall'Assemblea nazionale il 23 aprile 2013 con 331 a favore e 225 contro.
Il partito UMP, all'opposizione, presentò immediatamente ricorso contro la legge al Consiglio costituzionale. Il 17 maggio 2013 il Consiglio dichiarò la legge costituzionale. Lo stesso giorno, il presidente François Hollande promulgò la legge che fu ufficialmente pubblicata il 18 maggio 2013, nel Journal Officiel. La prima cerimonia ufficiale tra persone dello stesso sesso si tenne il 29 maggio nella città di Montpellier.
La legge sul matrimonio omosessuale è comunemente nota in Francia come "legge Taubira", perché fu il ministro della Giustizia Christiane Taubira a presentare il progetto di legge all'Assemblea francese nel novembre 2012 e ne era lo sponsor principale.

## Scopo
Ci fu confusione sul fatto che l'atto si applichi ai cittadini di Algeria, Bosnia ed Erzegovina, Cambogia, Kosovo, Laos, Montenegro, Marocco, Polonia, Serbia, Slovenia o Tunisia poiché violerebbe gli accordi bilaterali che stabiliscono che la legge di tale stato si applica piuttosto della legge francese. La Corte di cassazione ha decretato, nel settembre 2015, che le disposizioni che escludono i cittadini di altri paesi sono discriminatori e contrari al diritto francese.

## Statistiche matrimoniali

Evoluzione del numero di PACS e matrimoni civili tra il 2008 e il 2018 secondo l'INSEE.

Nel 2013, in seguito all'attuazione delle leggi sul matrimonio tra persone dello stesso sesso in Francia, circa 7000 coppie omosessuali si sono legalmente sposate nella nazione. Queste unioni costituivano circa il 3% di tutti i matrimoni in Francia in quel periodo, con matrimoni omosessuali coinvolgenti maggiormente coppie di uomini piuttosto che coppie di donne.
Nel 2014 circa 10.000 matrimoni omosessuali si sono svolti in Francia, rappresentando il 4% di tutti i matrimoni celebrati quell'anno. Il 54% di questi matrimoni erano tra uomini mentre il restante 46% erano tra donne. Circa 6000 comuni francesi hanno celebrato almeno un matrimonio omosessuale. 1.331 coppie omosessuali si sono sposate nella capitale francese Parigi, costituendo il 13,5% del numero totale di matrimoni celebrati nella città.
Nel 2015 7.751 coppie omosessuali si sono sposate in Francia, il 3,4% di tutti i matrimoni. Inoltre, nello stesso anno, sono stati celebrati 7017 PACS omosessuali in tutto il paese. Nel 2016 7.113 matrimoni omosessuali sono stati eseguiti nel paese, costituendo circa il 3% di tutti i matrimoni. C'erano anche 7.102 PACS tra coppie di persone dello stesso sesso.
Da maggio 2013 a dicembre 2016, in Francia sono stati effettuati circa 32.640 matrimoni omosessuali.
Nel 2017 circa 7000 coppie omosessuali si sono sposate in Francia.
Al 23 aprile 2018, cinque anni dopo che il Parlamento francese aveva approvato la legge sul matrimonio omosessuale, circa 40.000 coppie di persone dello stesso sesso si erano sposate nel paese.

### Territori e dipartimenti d'oltremare
A Riunione e in Martinica, i primi matrimoni omosessuali sono stati celebrati a giugno 2013. Il primo matrimonio omosessuale in Guadalupa è avvenuto a luglio 2013 nella città di Saint-Anne. Nell'agosto 2013 si è svolto il primo matrimonio omosessuale nella Guyana francese. La coppia si sposò nella città di Saint-Laurent-du-Maroni. A Mayotte, il primo matrimonio omosessuale è stato celebrato a settembre 2013 a Mamoudzou, la più grande città del dipartimento. Questo ha segnato la prima volta nella storia che un matrimonio dello stesso sesso legalmente riconosciuto si è verificato in una giurisdizione in cui la maggioranza della popolazione segue la religione Islamica.
Il primo matrimonio omosessuale nella Polinesia francese si è svolto sull'isola di Moorea nel luglio 2013. A Saint Martin, il primo matrimonio omosessuale è stato celebrato nell'ottobre 2013. Il primo matrimonio omosessuale a Saint-Pierre e Miquelon è avvenuto a marzo 2014.
A febbraio 2014 11 matrimoni omosessuali si sono tenuti in Nuova Caledonia, rappresentando l'1,7% di tutti i matrimoni. 9 di questi matrimoni sono stati celebrati nella Provincia del Sud e gli altri 2 sono stati celebrati nella Provincia del Nord.

## Opinione pubblica
I sondaggi di opinione mostrano generalmente che il pubblico francese sostiene la legalizzazione del matrimonio tra coppie omosessuali:
- Un sondaggio Ifop del 1996 ha rilevato che il 48% degli intervistati sosteneva il matrimonio tra coppie omosessuali, con il 33% contrario.[59]
- Un sondaggio Gallup del 2003 ha rilevato che il 58% degli intervistati sosteneva il matrimonio tra coppie omosessuali.[60]
- Un sondaggio Ipsos del maggio 2004 ha rilevato che il 57% degli intervistati sosteneva il matrimonio omosessuale, con il 38% contrario. I giovani erano particolarmente favorevoli, con il 75% di quelli sotto i 35 anni a supporto. Tuttavia, solo il 40% era a favore dei diritti di adozione, sebbene il 56% di quelli di età inferiore ai 35 anni fossero a favore.[61]
- Un sondaggio Ifop del 2004 ha rilevato che il 64% degli intervistati sosteneva il matrimonio tra coppie omosessuali, con il 49% che sosteneva i diritti di adozione.[59]
- Un sondaggio dell'Eurobarometro del 2006 ha rilevato che il 48% degli intervistati sosteneva che il matrimonio tra coppie omosessuali fosse consentito "in tutta Europa". Questo dato era del 4% sopra la media UE. Il sostegno per i diritti di adozione è stato del 35%, 3% sopra la media UE.[62]
- Un sondaggio Ipsos del 2006 ha rilevato che il 61% degli intervistati sosteneva il riconoscimento del matrimonio civile per le coppie omosessuali.[63]
- Un sondaggio di TNS-Sofres del giugno 2006 ha rilevato che il 45% degli intervistati sosteneva il matrimonio omosessuale, con il 51% contrario. Il 36% sosteneva i diritti di adozione per le coppie omosessuali.[63]
- Un sondaggio Ifop del giugno 2008 ha rilevato che il 62% degli intervistati era favorevole al matrimonio tra coppie omosessuali, con il 38% che si diceva contrario. Il 51% sosteneva i diritti di adozione. Il sostegno è stato molto alto tra i giovani, con il 77% di quelli di età compresa tra 25 e 34.[64]
- Un sondaggio BVA del novembre 2009 ha riscontrato che il 64% degli intervistati era favorevole del matrimonio tra coppie omosessuali, inclusa per la prima volta la maggioranza degli elettori di destra. Il 57% sosteneva i diritti di adozione (il sostegno era del 68% tra quelli dai 18 ai 25 anni).[65]
- Un sondaggio del Crédoc del luglio 2010 ha rilevato che il 61% degli intervistati era a favore del matrimonio tra coppie omosessuali, mentre il 48% sosteneva i diritti di adozione.[66]
- Un sondaggio TNS-Sofres del gennaio 2011 ha rilevato che il 58% degli intervistati sosteneva il matrimonio omosessuale, con il 35% contrario. Il supporto era del 74% tra quelli sotto i 35 anni. Il 49% sosteneva i diritti di adozione per le coppie omosessuali.[67]
- Un sondaggio Ifop del giugno 2011 ha rilevato che il 63% degli intervistati era a favore del matrimonio tra coppie omosessuali, mentre il 58% sosteneva i diritti di adozione per le coppie omosessuali.
- Un sondaggio BVA del dicembre 2011 ha rilevato che il 63% degli intervistati era a favore del matrimonio tra coppie omosessuali, mentre il 56% sosteneva i diritti di adozione per le coppie omosessuali.[68]
- Un sondaggio Ifop di agosto 2012 ha rilevato che il 65% degli intervistati era a favore del matrimonio tra coppie omosessuali, mentre il 53% sosteneva i diritti di adozione per le coppie omosessuali.[69]
- Un sondaggio Ifop dell'ottobre 2012 ha rilevato che il 61% degli intervistati era a favore del matrimonio tra coppie omosessuali, mentre il 48% sosteneva i diritti di adozione per le coppie omosessuali.[70]
- Un sondaggio BVA dell'ottobre 2012 ha rilevato che il 58% degli intervistati era a favore del matrimonio tra coppie omosessuali, mentre il 50% sosteneva i diritti di adozione per le coppie omosessuali.[71]
- Un sondaggio CSA del dicembre 2012 ha rilevato che il 54% degli intervistati era a favore del matrimonio tra coppie omosessuali, mentre il 48% sosteneva i diritti di adozione per le coppie omosessuali.[72]
- Un sondaggio Ifop del dicembre 2012 ha rilevato che il 60% degli intervistati era a favore del matrimonio tra coppie omosessuali, mentre il 46% sosteneva i diritti di adozione per le coppie omosessuali.[73]
- Un sondaggio YouGov del dicembre 2012-gennaio 2013 ha rilevato che il 47% degli intervistati era a favore del matrimonio tra coppie omosessuali, mentre il 38% sosteneva i diritti di adozione per le coppie omosessuali.[74]
- Un sondaggio Ifop del gennaio 2013 ha rilevato che il 60% degli intervistati era a favore del matrimonio tra coppie omosessuali, mentre il 46% sosteneva i diritti di adozione per le coppie omosessuali.[75]
- Un sondaggio di OpinionWay del gennaio 2013 ha rilevato che il 57% degli intervistati era a favore del matrimonio tra coppie omosessuali, mentre il 45% sosteneva i diritti di adozione per le coppie omosessuali.[76]
- Un sondaggio Ifop del gennaio 2013 ha rilevato che il 63% degli intervistati era a favore del matrimonio tra coppie omosessuali, mentre il 49% sosteneva i diritti di adozione per le coppie omosessuali.[77]
- Un sondaggio Ifop del febbraio 2013 ha rilevato che il 66% degli intervistati era a favore del matrimonio tra coppie omosessuali, mentre il 47% sosteneva i diritti di adozione per le coppie omosessuali.[78]
- Un sondaggio BVA dell'aprile 2013 ha rilevato che il 58% degli intervistati era a favore del matrimonio tra coppie omosessuali, mentre il 47% sosteneva i diritti di adozione per le coppie omosessuali.[79]
- Un sondaggio Ifop / Atlantico dell'aprile 2013 ha rilevato che il 51% degli intervistati era a favore del matrimonio tra coppie omosessuali e dei diritti di adozione per le coppie omosessuali.[80]
- Un sondaggio Ifop dell'aprile 2013 ha rilevato che il 53% degli intervistati era a favore della nuova legge che consente il matrimonio tra coppie omosessuali e dà diritti di adozione alle coppie omosessuali.[81]
- Un sondaggio Ipsos del maggio 2013 ha rilevato che il 51% degli intervistati era a favore del matrimonio tra coppie omosessuali e un altro 29% sosteneva altre forme di riconoscimento per le coppie omosessuali.[82]
- Un sondaggio Ifop del maggio 2013 ha rilevato che il 52% degli intervistati era a favore del matrimonio tra coppie omosessuali e dei diritti di adozione per le coppie omosessuali.[83]
- Un sondaggio Ifop di maggio 2013 per Atlantico ha rilevato che il 53% degli intervistati era a favore del matrimonio tra coppie omosessuali e dei diritti di adozione per le coppie omosessuali.[84]
- Un sondaggio BVA del febbraio 2014 ha rilevato che il 61% degli intervistati era a favore del matrimonio tra coppie omosessuali e il 50% era favorevole ai diritti di adozione per le coppie omosessuali.[85]
- Un sondaggio BVA dell'aprile 2014 ha rilevato che il 55% degli intervistati era a favore del matrimonio tra coppie omosessuali e il 48% era favorevole ai diritti di adozione per le coppie omosessuali.[86]
- Un sondaggio di iTélé del settembre 2014 ha rivelato che il 73% degli intervistati tra cui il 56% di coloro che sostengono l'UMP si opporrebbe all'abrogazione del matrimonio omosessuale.[87]
- Un sondaggio Ifop del settembre-ottobre 2014 ha mostrato che il 57% degli intervistati era contrario all'abrogazione della legge che consente alle coppie omosessuali sposare e adottare i bambini.[88]
- Un sondaggio Ifop del novembre 2014 per Atlantico ha rilevato che il 68% degli intervistati era a favore del matrimonio tra coppie omosessuali e il 53% sosteneva i diritti di adozione per le coppie omosessuali.[89]
- Un sondaggio Eurobarometro maggio-giugno 2015 ha rilevato che il 71% dei francesi pensava che il matrimonio tra coppie omosessuali dovrebbe essere consentito in tutta Europa, il 24% si diceva contrario.[90]
- Un sondaggio del giugno 2015 BVA ha rilevato che il 67% degli intervistati era a favore dei matrimoni omosessuali, il 64% era contrario alla revisione della legge del 2013 e il 57% si dicevano a favore dei diritti di adozione per le coppie omosessuali.[91]
- Il sondaggio Ifop di agosto 2016 per l'Associazione delle famiglie omosessuali (ADFH) ha rilevato che il 65% degli intervistati era contrario all'abrogazione della legge del 2013.[92]
- Un sondaggio del Pew Research Center, condotto tra aprile e agosto 2017 e pubblicato il 20 maggio 2018, ha mostrato che il 73% dei francesi sosteneva il matrimonio omosessuale, il 23% era contrario e il 4% non sapeva o rifiutava di rispondere. Se divisi per religione, l'85% delle persone religiosamente non affiliate, il 78% dei cristiani non praticanti e il 59% dei cristiani che frequentano la chiesa sostenevano il matrimonio omosessuale.[93][94]